# 巴尔瓦达斯
巴尔瓦达斯，是西班牙加利西亚自治区奥伦塞省的一个市镇。总面积30平方公里，总人口6768人（2001年），人口密度226人/平方公里。